# Ikken hissatsu
Ikken hissatsu (一拳必殺?) è un termine comune nella scuola di karate tradizionale che tenta di definire l'efficienza complessiva delle tecniche per colpire, che significa "battere un colpo solo". Questo, tuttavia, non significa che qualsiasi scontro deve essere risolto con l'uso di un colpo solo, ma significa che il karateka dovrebbe avere il coraggio di risolvere rapidamente lo scontro, dovrebbe essere cioè talmente concentrato da rendere mortale o quasi qualsiasi suo colpo.
Durante un combattimento, anche se è solo una competizione sportiva, il carico di adrenalina nel sangue è superiore al normale, che può generare una falsa percezione della realtà, provocando lesioni che sono sentite soltanto ben dopo la fine della lotta. Così, un colpo che normalmente sarebbe sufficiente per tramortire una persona a volte passa inosservato, perché gli stati di entrambi i contendenti sono cambiati.
Il karate è stato modellato in modo che una persona possa affrontare più di un avversario contemporaneamente. Questo punto, però, con l'avvento del karate sportivo è stato dimenticato. Ciò che stabilisce se un colpo sarà sufficiente per concludere rapidamente una lotta è solo la formazione del lottatore, non la sua forza, nonostante la forza sia necessaria al fine di rendere efficaci le tecniche impiegate nello scontro.